# Craighouse
Craighouse är huvudort och den största orten på ön Jura, i civil parish Jura, i Argyll and Bute, Skottland. Byn är belägen 10 km från Port Askaig. Orten hade 113 invånare år 1971. Från mars till september går en färja till Tayvallich i Knapdale.